# Théore
 (novembre 2016).
Si vous disposez d'ouvrages ou d'articles de référence ou si vous connaissez des sites web de qualité traitant du thème abordé ici, merci de compléter l'article en donnant les références utiles à sa vérifiabilité et en les liant à la section « Notes et références ».
Dans la Grèce antique, un théore est l'envoyé officiel d'une cité pour accomplir une mission à caractère religieux, comme recueillir un oracle ou offrir un sacrifice.
À Athènes, les théores étaient chargés de conduire des ambassades religieuses, en particulier pour consulter l'oracle de Delphes ou lors des concours sportifs (jeux olympiques, pythiques, néméens ou isthmiques). Il s'agissait d'une charge onéreuse assimilable à une liturgie.
Une "théoria", visite à un sanctuaire, par un théore, comportait l'emploi rituel de certains feuillages. Les paroles de bon augure que recevait le théore à son retour devaient confirmer les promesses du pèlerinage. (notes d'Hippolyte d'Euripide de Marie Delcourt-Curvers, bibliothèque de la Pléiade).